# Barbaros-klassen
Barbaros-klassen er den mest moderne operative fregatklasse i Türk Deniz Kuvvetleri. Skibene blev designet i Tyskland og er en del af MEKO-familien af krigsskibe. To skibe blev bygget i Tyskland og to i Grækenland. De er større og hurtigere end forgængeren Yavuz-klassen da de også har installeret gasturbiner mod Yavuz-klassens dieselmotorer.
De sidste to skibe i Barbaros-klassen (F246-247) er desuden udstyret med en Mk. 41 VLS der forøger skibenes evne til at medbringe RIM-162 Evolved Sea Sparrow fra 24 til 32. Fordelen er desuden at VLS-versionen umiddelbart kan affyre alle systemets missiler mens de to første skibe kun kan affyre de otte missiler der er i systemet før det skal genlades, hvilket godt kan være en længerevarende proces.

## Skibe i klassen
| Pnt. | Navn      | Kølen lagt         | Søsat              | Indgået           | Skæbne   | Kaldesignal |
| ---- | --------- | ------------------ | ------------------ | ----------------- | -------- | ----------- |
| F244 | Barbaros  | 18. marts 1993     | 29. september 1993 | 16. marts 1995    | Operativ | TBGM        |
| F245 | Oruçreis  | 15. september 1993 | 28. juli 1994      | 10. maj 1996      | Operativ | TBJY        |
| F246 | Salihreis | 24. juli 1995      | 26. september 1997 | 17. december 1998 | Operativ | TBOK        |
| F247 | Kemalreis | 4. april 1997      | 24. juli 1998      | 8. juni 2000      | Operativ | TBOR        |